# Valići
Valići su naselje u Hrvatskoj u općini Jelenju. Nalaze se u Primorsko-goranskoj županiji.

## Zemljopis
Nalazi se na istočnoj obali rijeke Rječine, točnije na obali akumulacije Valići nastale izgradnjom hidroelektranom Rijeke koja je nizvodno. Sjeverno preko rijeke je Lopača, istočno je Ilovik, sjeveroistočno su Drastin i Lukeži, jugozapadno preko rijeke je Grohovo, jugoistočno je Grobnik.

## Stanovništvo
| broj stanovnika | 75    | 89    | 93    | 96    | 90    | 77    | 81    | 103   | 100   | 96    | 88    | 18    | 6     | 6     | 3     | 1     |       |
|                 | 1857. | 1869. | 1880. | 1890. | 1900. | 1910. | 1921. | 1931. | 1948. | 1953. | 1961. | 1971. | 1981. | 1991. | 2001. | 2011. | 2021. |

## Gospodarstvo
- HE Rijeka